# Li Haopei
Li Haopei (Shanghai, 6 juli 1906 - Den Haag, 6 november 1997) was een Chinees rechtsgeleerde. Hij studeerde in China en Engeland en was vanaf 1941 hoogleraar en decaan. Sinds 1956 werkte hij daarnaast voor het Ministerie van Buitenlandse Zaken. Hij bracht een groot aantal publicaties voort en stelde eind jaren zeventig het wetboek van strafrecht op. Van 1993 tot 1997 was hij rechter van het Joegoslavië-tribunaal.

## Levensloop
Li studeerde aan de Universiteit van Suzhou slaagde voor zijn bachelor- en mastergraad in achtereenvolgens 1928 en 1930. Op basis van een studiebeurs reisde hij in 1936 naar het Verenigd Koninkrijk en studeerde daar verder in internationaal publiekrecht, internationaal privaatrecht en vergelijkend recht aan de London School of Economics dat deel uitmaakt van de Universiteit van Londen.
Bij terugkeer in China in 1939 werd hij universitair docent rechten aan de Nationale Universiteit van Wuhan dat in die tijd door de Tweede Chinees-Japanse Oorlog was verplaatst naar Leshan in Sichuan. In 1941 werd hij gepromoveerd tot hoogleraar rechten en decaan van de faculteit rechten. Na afloop van de Tweede Wereldoorlog vertrok hij naar Hangzhou en werd daar hoogleraar en decaan van de rechtenschool van de Universiteit van Zhejiang. In 1990 was hij gasthoogleraar aan de Haagsche Academie voor Internationaal Recht.
Na afloop van de Chinese Burgeroorlog vertrok Li in 1949 naar Peking en werkte daar als vakcommissaris in de Nationale Rechtencommissie, tot hij in 1956 werd benoemd tot parttime hoogleraar internationaal recht van de Universiteit van Peking en daarnaast tot juridisch adviseur voor het Ministerie van Buitenlandse Zaken. Hij was lid van verschillende Chinese delegaties tijdens internationale onderhandelingen en conferenties.
Li stelde verschillende internationale wetten op en was lid van het Chinese onderzoeksinstituut voor internationaal recht en het Institut de Droit International. In 1979 voltooide hij de wetboeken van strafrecht en strafprocesrecht. Enkele vooraanstaande werken van zijn hand zijn A Pandect of International Private Law, Comparative Studies of Nationality Issues en A General Outline of Treaty Laws. Hij vertaalde verder verschillende juridische werken uit het Engels, Frans en Duits, waaronder de Code Napoléon.
Vanaf 1993 was hij lid van het Permanente Hof van Arbitrage en hetzelfde jaar trad hij aan als rechter van het Joegoslavië-tribunaal, beide in Den Haag. Hij was daarnaast ook rechter voor de gezamenlijke beroepskamer van dit tribunaal met het Rwanda-tribunaal.
Op 6 november 1997 overleed hij in het Rode Kruis Ziekenhuis (tegenwoordig gefuseerd in het HagaZiekenhuis). Zijn dood was spraakmakend, omdat hij een van de overledenen was in de Zaak-Lucia de Berk; De Berk werd niettemin hiervan in hoger beroep vrijgesproken op 14 april 2010.